# Vetokannas
Vetokannas est un quartier du district de Gerby à Vaasa en Finlande.

## Présentation
Situé entre Kotiranta et Palosaari, le quartier de Vetokannas s'est développé sur une bande de terre qui relie Palosaari au continent.
La construction de l'église de Vetokannas s'est achevée en 1961.
Le quartier compte 1 559 habitants (1.1.2015).